# General Almada
General Almada o Almada es una localidad y centro rural de población con Comuna de 2.ª categoría del distrito Pehuajó Norte del departamento Gualeguaychú, en la provincia de Entre Ríos, República Argentina. Lleva el nombre de la estación de ferrocarril nombrada en homenaje al general Apolinario Almada, en torno a la cual se formó la localidad.
La población de la localidad, es decir sin considerar el área rural, era de 228 personas en 1991 y de 194 en 2001. La población de la jurisdicción de la Comuna era de 309 habitantes en 2001.
La junta de gobierno fue creada por decreto 4080/1979 MGJE de 2 de noviembre de 1979. Los límites jurisdiccionales de la junta de gobierno fueron establecidos por decreto 3813/1987 MGJE del 17 de julio de 1987.
La Junta de Gobierno presidida por Julio Susco declaró al 23 de septiembre de 1890 como fundación de este pueblo, tomando como referencia al primer tren que cruzó por esa estación. También es muy importante la fecha del 21 de enero de 1890 cuando mediante decreto, el gobernador Basavilbaso asignó en el artículo 1.º) los nombres a cada estación del ramal Basavilbaso a Gualeguaychú, correspondiendo "General Almada" a esta estación.
La localidad cuenta con la capilla San José, la Iglesia evangélica luterana San Pablo, el Club José H. Romero, la escuela n.º 98 y un centro de salud.
Las actividades económicas preponderantes son la agricultura en primer lugar, la avicultura, el comercio y la ganadería.

## Comuna
Por Decreto N° 2586 MGJ del 4 de agosto de 2022 esta localidad es declarada COMUNA de segunda categoría, haciendo efectiva esta resolución a partir del 1° de enero del 2023. La comuna estará gobernada por un departamento ejecutivo y por un consejo comunal de 6 miembros, cuyo presidente será a la vez el presidente comunal. Tendrá también un tesorero, un secretario, un contador y un abogado.

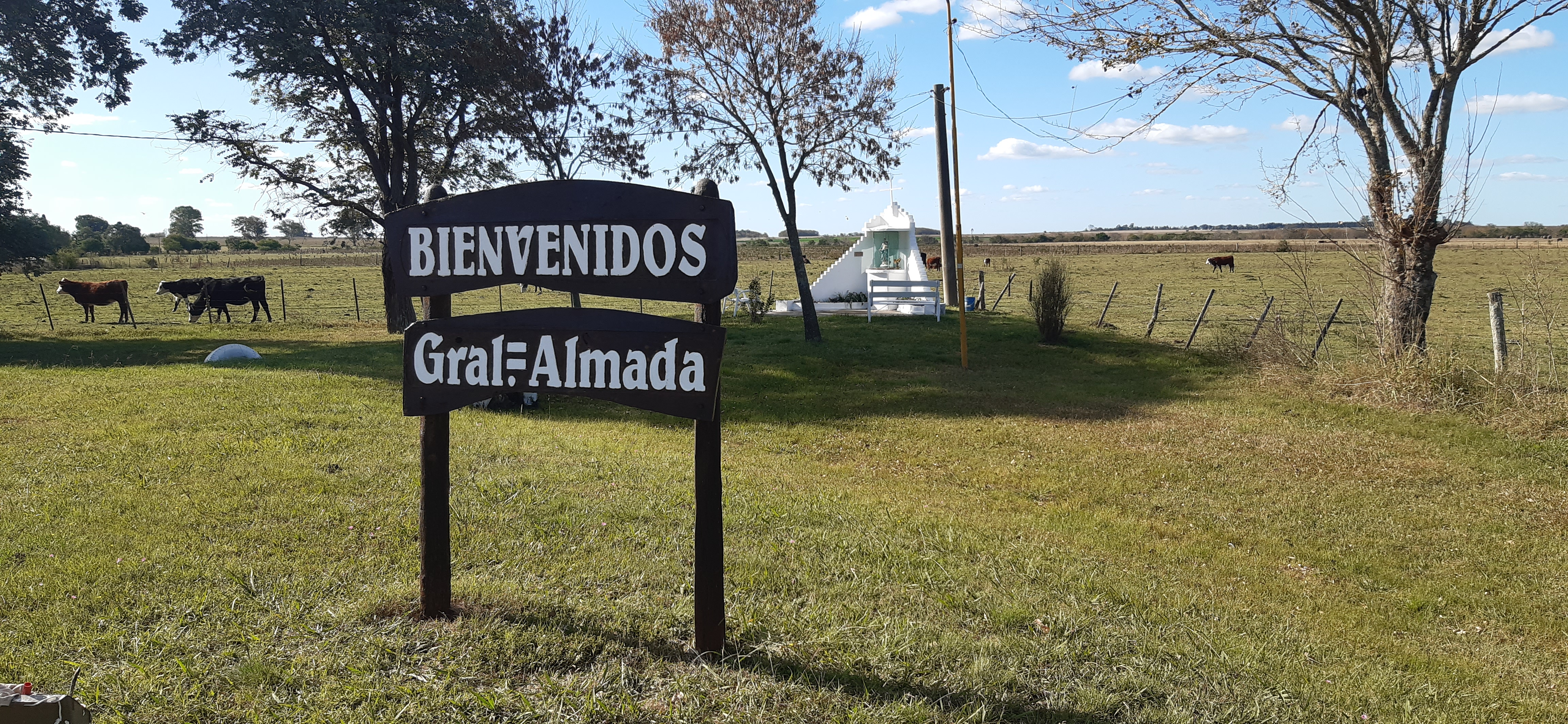
Entrada a Gral Almada

## Estación ferroviaria
La estación de ferrocarril General Almada pertenece al Ferrocarril General Urquiza, en el ramal ramal Faustino M. Parera - Gualeguaychú. No presta servicios desde el 1 de julio de 1993. Se encuentra ubicada entre las estaciones Faustino M. Parera y Palavecino.